# Casteição
Casteição is een plaats (freguesia) in de Portugese gemeente Mêda en telt 140 inwoners (2001).